# Petelinje (gmina Pivka)
Petelinje – wieś w Słowenii, w gminie Pivka. 1 stycznia 2017 liczyła 314 mieszkańców.